# Artemis Fowl
Artemis Fowl este un ciclu de romane de aventuri scris de Eoin Colfer, un autor de origine irlandeză; acesta este și numele personajului principal, un tânăr delincvent.
Au apărut cărțile:
- Artemis Fowl
- Incidentul din Arctica
- Codul Infinitului
- Aventuri cu Opal

În prima carte Artemis Fowl descoperă existența Poporului și încearcă sa fie primul om care fură de la elfi. Poporul locuiește sub pământ și se spune că fiecare elf, zână, spiriduș (denumirile lor fiind date de fiecare popor în parte) are o carte specială ca o biblie a lor care le spune fiecare regulă pe care trebuie să o respecte ca să nu-și piardă puterile.
Planul lui Artemis pentru a recupera averea familiei este să răpească o zână în timpul ritualului de reînnoire a puterilor magice și să ceară aur răscumpărare.